# 穆提婆
穆 提婆（ぼく ていば、? - 577年）は、北斉の後主の近臣。本姓は駱。本貫は漢陽郡（現在の甘粛省天水市）。

## 経歴
駱超と陸令萱の間の子として生まれた。父の駱超は謀反のため処刑された。母の陸令萱は北斉の後宮に入り、駱提婆は奴となった。陸令萱は後主が乳児のころから養育して、乾阿妳と称され、後主の母の胡太后と昵懇になった。陸令萱は多弁で万事にそつがなく、後宮の中で権勢を振るうようになった。
565年、駱提婆は召されて後主に近侍し、朝に夕に側にあって、ともに馴れあい、悪ふざけを喜ぶ間柄となった。570年、儀同三司に転じ、開府を加えられた。まもなく武衛大将軍・秦州大中正に任じられた。571年、侍中となり、楽陵郡を食邑として、寵遇はますます高まった。尚書左右僕射に上り、領軍大将軍・録尚書事の位を受け、城陽郡王に封ぜられた。父の駱超に司徒公・尚書左僕射・城陽王の位が贈られ、母の陸令萱は穆昭儀に取り入って養女とし、このため駱提婆は穆と改姓した。陸令萱は太姫と称し、長公主の上に位した。
572年以後、陸令萱母子は北斉の宮廷内外に権勢を振るい、売官や収賄を横行させた。斛律皇后が廃されると、太后の意向により胡昭儀が皇后に立てられた。しかし後主の意向は穆昭儀にあった。陸令萱は穆昭儀に皇后の御衣を着せて帳中に座らせ、「一聖女がおられます。お上もご覧なさいませ」と言って後主に引き合わせ、「この人を皇后にしなければ、何者を皇后とするのです」と述べた。このため穆氏が右皇后となり、胡氏が左皇后となった。また祖珽を宰相とし、胡長仁を殺したのも、陸令萱の力であった。
576年、晋州で北斉軍が敗れて、後主が鄴に帰還すると、穆提婆は北周に降った。陸令萱は自殺して、子孫はみな処刑され、家の財産は没収された。穆提婆は北周の武帝の下で柱国・宜州刺史となったが、宜州で起兵しようとしたと告発されて、子の穆懐廆（駱懐廆）らとともに処刑された。後主や北斉の諸王はこの事件に連座して、処断された。

## 伝記資料
- 『北斉書』巻50 列伝第42 恩倖
- 『北史』巻92 列伝第80 恩幸